# 842

## Събития
- Михаил III става император на Византия, но с регентство.